# الرومان في هولندا

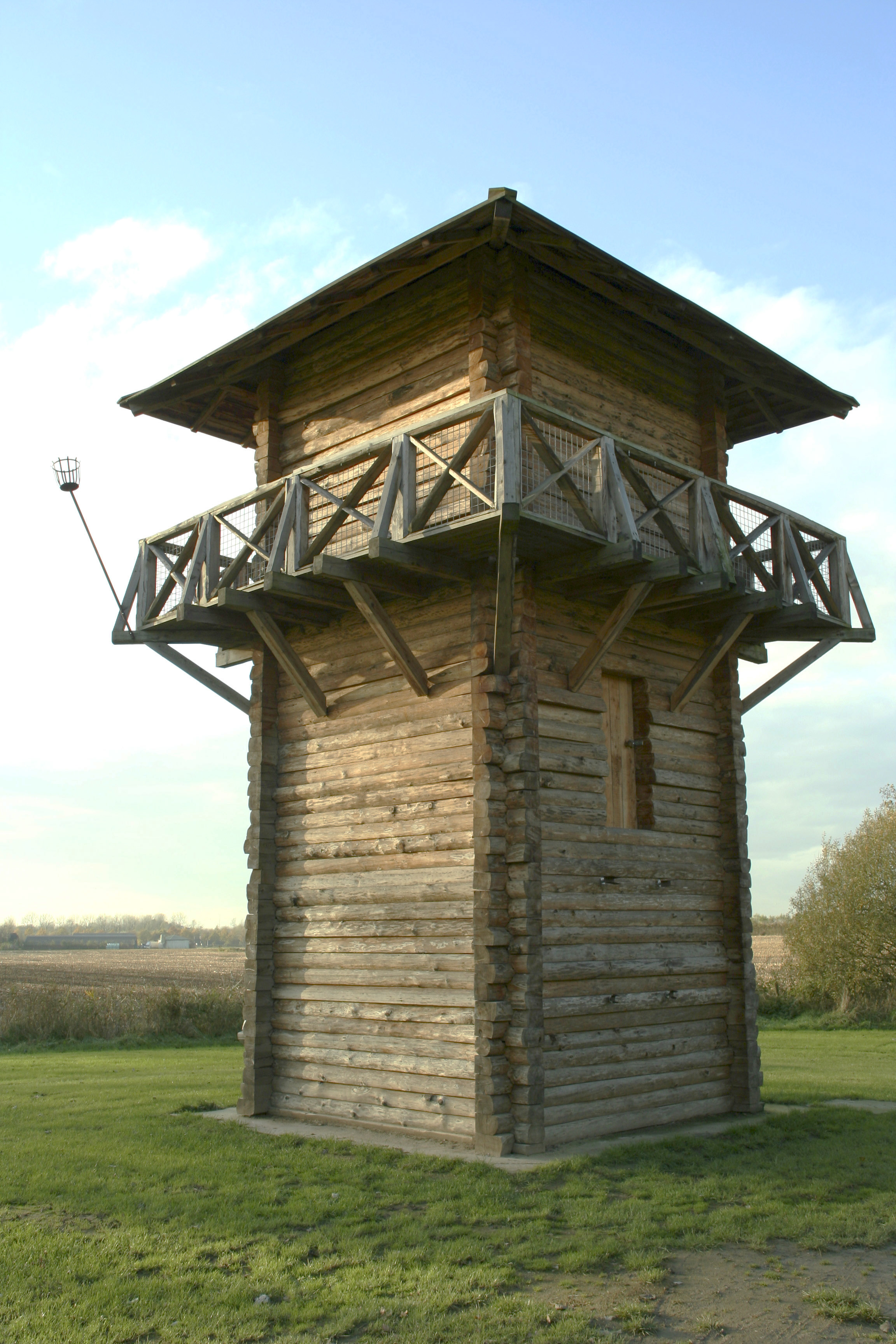
إعادة بناء برج المراقبة روماني بالقرب من فيكيو في هولندا

لمدة 450 عامًا تقريبًا، من نحو 55 قبل الميلاد حتى نحو 410 بعد الميلاد، دمج الجزء الجنوبي من هولندا ضمن الإمبراطورية الرومانية. خلال هذا الوقت كان للرومان في هولندا تأثير هائل على حياة وثقافة الناس الذين عاشوا في هولندا في ذلك الوقت و(بشكل غير مباشر) على الأجيال التي تلت ذلك.

## التاريخ المبكر
خلال الحروب الغالية، غزت القوات الرومانية المنطقة الواقعة جنوب وغرب نهر الراين بقيادة يوليوس قيصر في سلسلة من الحملات من 57 قبل الميلاد حتى 53 قبل الميلاد. وعقب ذلك امتد الحكم الروماني ما يقرب من 450 عامًا، وقد غيّر ذلك هولندا بشكل عميق.
ابتداءً من نحو عام 15 قبل الميلاد، أصبحت الحصون الجرمانية السفلى خط الدفاع عن نهر الراين في هولندا. وبعد سلسلة من العمليات العسكرية، أصبح نهر الراين مؤمنًا نحو عام 12 بعد الميلاد باعتباره الحد الشمالي لروما على البر الرئيسي الأوروبي. وقد نشأ عدد من البلدات وظهرت بعض التطورات على طول هذا الخط.
وقد دمجت المنطقة الجنوبية في الإمبراطورية الرومانية. في القسم الأول من بلجيكا الغالية، أصبحت هذه المنطقة جزءًا من مقاطعة جرمانيا الصغرى. وأصبحت القبائل الموجودة مسبقًا داخل هذه المنطقة أو التي نُقلت إليها جزءًا من الإمبراطورية الرومانية.
بقيت المنطقة الواقعة إلى الشمال من نهر الراين، والتي يسكنها الفريسي والشاوكي، خارج الحكم الروماني ولكن ليس بشكل كامل. انتصر دروسوس على الفريسي في البداية، ما يشير إلى أن الولاية الرومانية قد فرضها أغسطس على المناطق الساحلية شمال نهر الراين. ومع مرور الوقت، كان الفريسيون يقدمون مساعدين للرومانيين من خلال التزامات المعاهدات، لكن القبيلة قاتلت الرومان أيضًا بالتنسيق مع القبائل الجرمانية الأخرى (أخيرا، في عام 296 نُقل شعب الفريسي إلى فلاندرز واختفوا من التاريخ المسجل).

## التاريخ
خلال الحروب الغالية, تم السيطرة على المناطق الجنوبية والغربية للراين من قبل الرومان, تحت أمرة يوليوس القيصر خلال عدة هجمات من 53 ق.م حتى 57 ق.م.